# 2008 a vasúti közlekedésben
Ez a szócikk a 2008-ban történt vasúti eseményeket mutatja be.

## Események a világban

### Február
Franciaország: 
- Az Alstom bemutatta a legújabb TGV szerelvényt, az AGV-t

 Dominikai Köztársaság: 
- Megnyílt Santo Domingóban az új metróvonal.

### Április
USA: 
- Megkezdte működését az USA-ban a FrontRunner járat Utah államban

### Június
A nagyvilágban:
- június 2–6. – AfricaRail 2008 konferencia[1]

### Július
Olaszország:
- július 3. – Az olasz kormány katonákat vezényelne ki a nagyobb olaszországi pályaudvarokra a közbiztonság megőrzése érdekében[2]
- július 6–7. – Olaszországban vasárnap 21:00-tól hétfő 21:00-ig sztrájkolnak a vasutasok[3]

 Németország: 
- július 10. – Szerdán délután kisiklott egy ICE a kölni főpályaudvart a Rajna jobb partján található Deutz állomással összekötő Hohenzollernbrückén[4]
- július 11. – További kivizsgálásig leállította a DB az ICE flotta felét a 10-én történt baleset miatt[5]
- július 28. – A DB 180 Coradia LINT típusú szerelvény rendeléséről írt alá szerződést az Alstommal[6]

 Kína:
- Július 1. – Megkezdődött a Sanghaj–Nanking nagysebességű vasútvonal építése Kínában. A vasútvonal 300 kilométer hosszú lesz és 39,45 milliárd jüanba fog kerülni (5,7 milliárd amerikai dollár). Az építkezés négy év múlva fejeződik be.[7]
- Július 3. –  Új vasút építéséhez fogtak Kínában. A Kasgar–Hotan-vasútvonal Kasgar városából indul és Hotanban ér véget. A 488,27 kilométer hosszú vasút, annak a Dél-Hszincsiang-vasútvonalnak a meghosszabbítása, ami csatlakozik a Lancsou–Hszincsiang-vasútvonalhoz Turpannál. A vonal 4,639 milliárd jüanba fog kerülni, várható befejezése 2010. A vasúti tisztviselők remélik, hogy az új vonal segíteni fogja a kereskedelmet és turizmust.[8]

 Lengyelország:
- július 21. – Több vonatot kellett törölni Lengyelországban felsővezeték lopások miatt[9]

 Ukrajna:
- július 25. – Az Ukrán Vasutak több vasútvonalon szünetelteti a közlekedést az árvizek által okozott károk miatt[10]

### Augusztus
Kína:
- augusztus 1. – Megnyílt Kínában a Peking–Tiencsin nagysebességű vasútvonal. Az első vasútvonal a világon, melyen a maximális menetrend szerinti sebesség 350 km/h[11]

 India:
- augusztus 1. – 32-en haltak meg Indiában egy égő vonaton[12]

 Portugália:
- augusztus 22. – Kisiklott egy regionális személyvonat Portugália északkeleti részén – a Duero-völgyben –, melyben egy ember életét vesztette és többen is súlyosan megsérültek.[13]

### Szeptember
Franciaország és  Egyesült Királyság
- szeptember 11. – Kigyulladt egy vonat a Csatorna-alagútban[14]
- szeptember 13. – Újra járható a Csalagút[15]

 USA
- szeptember 12. – Legalább 17 ember meghalt, 135 pedig megsérült, miután egymásba rohant két vonat Los Angeles közelében.[16]

 Németország
- szeptember 23–26 – Innotrans kiállítás Berlinben

### Október
Belgium
- október 5–6. – Vasutassztrájk Belgiumban.[17]

### November
Kína
- November 8. - Megkezdődött a Jinqin nagysebességű vasútvonal építése Kínában. A 261 km hosszú vonal Tianjin és Qinhuangdao között épül, tervezett sebesség a vonatoknak 350 km/h lesz és a tervek szerint 4 év alatt készül el. Költsége  33,8 milliárd juan. A vonal 67,6%-a fog hídon vagy alagútban haladni.[18]
- November 9. – Megkezdődött a Nanguang nagysebességű vasútvonal építése Kínában. Az 577 km hosszú vonal Nanning és Guangzhou között épül, tervezett sebesség a vonatoknak 200 km/h lesz és a tervek szerint 4 és fél év alatt készül el. Az új vonalon 23 állomás épül, 54,2%-a fog hídon vagy alagútban haladni.[19]

 USA
- November 3. – A BNSF megnyitotta a 3. vágányát a Cajon Pass-en át.[20]

## Események Magyarországon

### Január
- Január 14. – Megnyílt a közúti forgalmat Érd-Alsó és Érd-Felső vasútállomások alatt elvezető aluljárórendszer.[21]
- Január 23. – Belépett az első kínai konténervonat Eperjeske-Rendező pályaudvarra.[22]

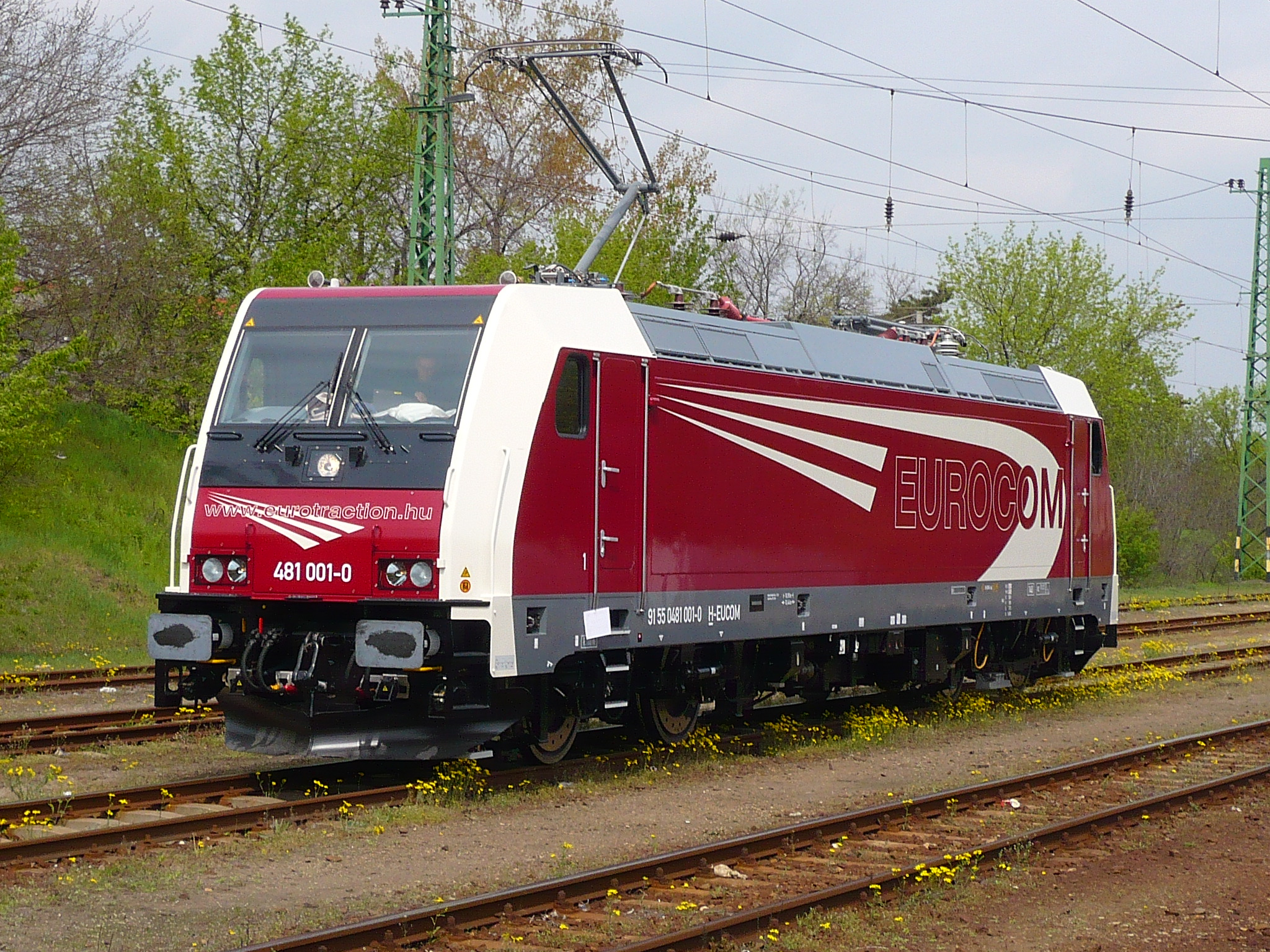
Az Eurocom új mozdonya

- Január 24. – Megérkezett Magyarországra az első Eurocom Zrt. tulajdonában álló TRAXX mozdony.[22]

### Február
- Február 6. – Megkezdődik a 120-as vasútvonal Mezőtúr és Gyoma közötti szakaszának átépítése
- Február 7. – Kisiklott egy, a Dunai Finomító felől Algyőre tartó tartálykocsi Budafok-Háros vasútállomáson.[22]
- Február 13. – A MÁV V42-es mozdony sikeres próbafutáson vett részt a Budapest – Veszprém – Szombathely útirányon.[22]
- Február 27. – Örkény állomás kezdőponti kitérőin kisiklott a Lajosmizse felé tartó 2814. számú személyvonat mozdonya.[23][24]

### Március
- Március 20. – Újabb Csaurusz mozdonnyal gyarapodott az MMV Zrt. eszközparkja.[22]
- Március 26. – Forgalomba állt az utolsó, 35. remotorizált MÁV M41.[22]
- Március 28. – Megérkezett a 30. Stadler FLIRT motorvonat[25]

### Április
- Április 17. – Megkezdődik a 25-ös vasútvonal villamosítása Boba és Bajánsenye között.

### Május
- Május 9. – A csíksomlyói búcsúra különvonatot indított az Indóház magazin. Több, mint 60 év után ez volt az első magyar mozdonnyal közlekedő vonat Székelyföldön. Ezzel egy időben megnyitották múzeumként a MÁV egykori legkeletibb őrházát Gyimesbükknél a történelmi magyar határon.[26]
- Megérkezett a Szlovén Vasutak SŽ 541 109 psz. mozdonya Sopronba. A mozdonyon a GYSEV Győr és Sopron között a Mirell típusú vonatbefolyásoló rendszert teszteli több napon át EVM 120-as üzemben.
- Május 20. – Leszakadt a felsővezeték Városföld és Kecskemét között a 140-es számú vasútvonalon[27]

### Június
- június 21. – Ünnepélyesen átadják Cegléd teljesen átépített vasútállomását.[28]
- június 21. – 00:00-tól lezárták Budapesten az Újpesti vasúti hídat. Az Esztergomi vonatok Óbuda állomástól a Szentendrei HÉV vonalán közlekednek a Margit hídig[29][30]
- június 21. – Életbe lépett a MÁV nyári menetrendje[31]
- június 24. – Nosztalgiakocsi járt a budapesti fogaskerekűn annak, 134. születésnapja alkalmából[32]

### Július
- július 2. – 19:50-kor elgázolt egy 55 év körüli férfit a Venezia nemzetközi gyorsvonat Siófok állomásnál.[33]
- július 6–8. – Szombathely és Bük között vágányzár van életben esténként, a vonatokat autóbuszok pótolják[34]
- július 9. – Egy 15 éves fiú vesztette életét amikor Nagyrécse és Nagykanizsa között vonatnak hajtott társával egy motorkerékpárral, a 16 éves fiút, aki vezette a motort, súlyos sérülésekkel kórházba szállították[35]
- július 14. – 00:00-tól újra VDSZSZ-sztrájk van a MÁV vonalain, a sztrájk a déli órákig tartott, a forgalom kedd reggelre helyreállt[36]
- július 17. – Második világháborús bombát találtak a Zalaegerszegi vasútállomáson, az állomást és környékét lezárták, a vonatok közlekedését korlátozták. Az esti órákra állt helyre a forgalom, a bombát felrobbantották a városon kívül[37]
- július 18. – Autóval ütközött egy vonat a Gyermekvasúton a Távcső utcánál[38]
- július 18. – Átadták az utazóközönségnek a Keleti pályaudvaron a Lotz-csarnokot[39]
- július 19. – Vonatnak hajtott egy osztrák férfi motorjával a 8-as úton Jánosházánál[40]
- július 20. – Leszakadt a felsővezeték Pilisen, késnek a vonatok[41]
- július 22. – Többet árt a mellékvonalak bezárása, mint amennyi hasznot hoz, tudta meg a Magyar Hírlap[42]
- július 25. – A vasutas szakszervezetek támadják a VDSZSZ-t, hogy írják alá a MÁV-Start Zrt. kollektív szerződésének másolatát[43]
- július 25. – Az EU mintegy 3 milliárd forinttal támogatja a RoLa fuvarozással foglalkozó cégeket[44]
- július 25. – Több helyen leszakadt a felsővezeték Ebes és Hajdúhadház között a nagy viharok miatt[45]
- július 27. – Leszakadt a vasúti felsővezeték Pirtónál a Budapest–Kunszentmiklós-Tass–Kelebia-vasútvonalon[46]
- július 27. – Megrázott egy 19 éves fiút a vasuti felsővezeték Budafoknál, a fiatalember a tehervagonok tetején ugrált társaival[47]
- július 28. – Vonattal ütközött egy teherautó Sarkadon egy vasúti átjáróban[48]
- július 29. – Leszakadt a felsővezeték Budafok-Háros és Kelenföld vasútállomás között, 70–80 perces késésekre lehet számítani[49]
- július 29. – Szörnyet halt egy középkorú férfi, mikor mozgó vonatról próbált meg leszállni Veszprém vasútállomásán[50]
- július 29. – Bombariadó volt a Keleti pályaudvaron, a pályaudvar nem fogadott és nem indított vonatokat[51]
- július 30. – Személyvonat gázolt el egy idős férfit a Budapest-Vác vasútvonalon[52]
- július 31. – 60. születésnapját ünnepli a Széchenyi-hegyi Gyermekvasút[53]

### Augusztus
- augusztus 1. – Budapestig és Pozsonyig jöhet a francia TGV[54]
- augusztus 2. – Kisiklott egy Kaposvárról Budapestre tartó személyvonat. Két utas könnyebben megsérült.[55]
- augusztus 4. – Tűz volt a Debreceni állomáson, a jelfogós biztosítóberendezés tönkrement, estére állhat helyre a forgalom[56]
- augusztus 5. – Lehet hogy 2010-ig nem zárnak be több vasúti mellékvonalat Magyarországon[57]
- augusztus 8. – Könnyítene a szaktárca a vasúti szállítás szabályain Magyarországon[58]
- augusztus 8. – Kisiklott egy nemzetközi vonatszerelvény délelőtt Csehországban[59]
- augusztus 9. – Elfogták azt a 4 férfit, akik a Lillafüredi kisvasúton 2 állomás között ellopták a síneket és váltókat[60]
- augusztus 11. – Tűz volt a győri vasútállomáson, a biztosítóberendezés leállt[61]
- augusztus 16. – Öten meghaltak egy autóban Gyöngyösnél miután vonattal ütköztek[62]
- augusztus 20. – 2011-ig a MÁV 26 darab kocsiba szerelnének mozgáskorlátozottakat segítő berendezéseket.[63]

### Szeptember
- szeptember 6. – Négyen szörnyethaltak egy vasúti balesetben Lövőnél[64]
- Szeptember 10. – Lezajlott a MÁV új InterCity kocsijának az ún. futásjósági mérése[65]
- szeptember 13–14. – Idén nyolcadik alkalommal tartják meg a Közép-Európai Mozdonyfesztivált a Magyar Vasúttörténeti Parkban.[66]
- szeptember 18. – Megbénult a vonatforgalom Paksnál, mert egy teherautó borult a sínekre[67]
- szeptember 20. – Vezetékszakadás miatt késnek a vonatok a Budapest–Kunszentmiklós-Tass–Kelebia-vasútvonalon[68]
- szeptember 22. – Az európai autómentes nap alkalmával ingyen utazhatnak a vonatokon az autótulajdonosok.[69]
- szeptember 22. – Az Újpesti vasúti hídon feloldották a vágányzárat[70]
- szeptember 25. – Befejeződött Pilis vasútállomás, illetve a Pilis–Albertirsa vonalszakasz átépítése.[71]
- szeptember 27. – Különvonat közlekedett a századik születésnapját ünneplő 87-es vonalon.[72]

### Október

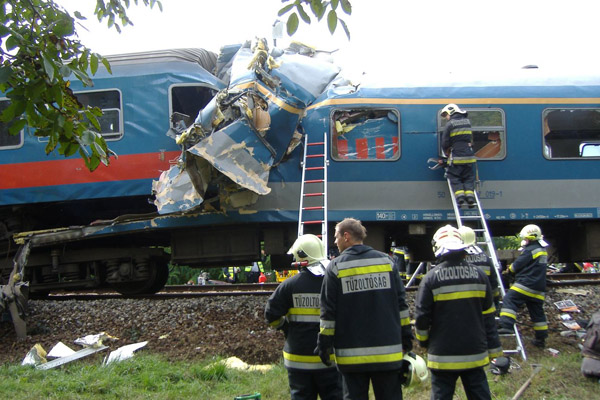
Súlyos vasúti baleset Monorierdőnél

- október 6. – Súlyos vasúti baleset Monorierdőnél: Személyvonat szaladt hátulról a továbbhaladásra várakozó Hajdú InterCity vonatba. A balesetet a biztosítóberendezés hibája és a mozdonyvezető szabályszegése okozta. Négy utas meghalt, 26 megsebesült, a személyvonat mozdonyvezetője túlélte a balesetet.[73][74]
- október 7. – Balatonfűzfő és Balatonalmádi között egy vasúti átjáróban baleset történt.[75]
- október 10. – 12 – Vasútmodell-kiállítás lesz Sopronban.[76]

### November
- November 12. – 120 milliárd forintból újítják fel a 20-as vasútvonal Budapest és Boba közötti szakaszát-[77]
- November 17. – Januártól megszűnhet a BKV bérlet, helyette bevezetik az Egységes budapesti bérletet (a mai BEB)[78]
- November 18. – Egy férfi és egy kislány meghalt egy vasúti balesetben Gödöllőnél.[79]
- November 25. – Leszakadt a felsővezeték a Keleti pályaudvaron.[80]
- November 25. – Kisiklott egy tehervonat Százhalombatta állomáson.[80]

### December
- December 2. – Az ÖBB átutalta a MÁV Cargo Zrt. vételárát. Ezzel minden akadály elhárult a két vállalat egyesülése elől.[81]
- December 14. – Életbe lép a MÁV-START Zrt. új menetrendje.[82]
- December 14. – A hatodik vasutassztrájk 2008-ban.[83]
- December 22. – Végetért a vasutassztrájk.[84]